# 克律薩俄耳
克律薩俄耳（Chrȳsāōr，英語：Chrysaor），希臘神話中登場的巨人，名字有「黃金之劍持有者」的意思。波塞冬與美杜莎所生的怪物，珀伽索斯的兄弟。

## 傳說事蹟
在珀耳修斯斬下美杜莎的首級後，與兄弟飛馬珀伽索斯一同從美杜莎的血泊中出生，因此，他跟飛馬是雙子關係。
一生下來手裡就握著黃金之劍，與大洋神俄刻阿諾斯的女兒卡利羅厄相愛，生下了三頭巨人革律翁。
比起珀伽索斯的活躍，克律薩俄耳自身似乎不太出名的樣子。